# 水野衛夫
水野 衛夫（みずの もりお、1911年2月16日 - 1987年3月22日）は、日本の経営者。安田生命保険社長を務めた。

## 経歴
東京都出身。1922年に東京商科大学を卒業し、同年に安田銀行に入行。1959年5月に安田生命保険に転じ、常務、専務、副社長を経て、1969年に社長に就任した。
1974年10月に藍綬褒章を受章し、1981年4月に勲三等旭日中綬章を受章した。
1987年3月22日、肺炎のために死去。76歳没。